# Pećkelów
Pećkelów – przysiółek wsi Miąsowa położony w Polsce, w województwie świętokrzyskim, w powiecie jędrzejowskim, w gminie Sobków.
W latach 1975–1998 przysiółek administracyjnie należał do województwa kieleckiego.